# Federico Ricci (componist)

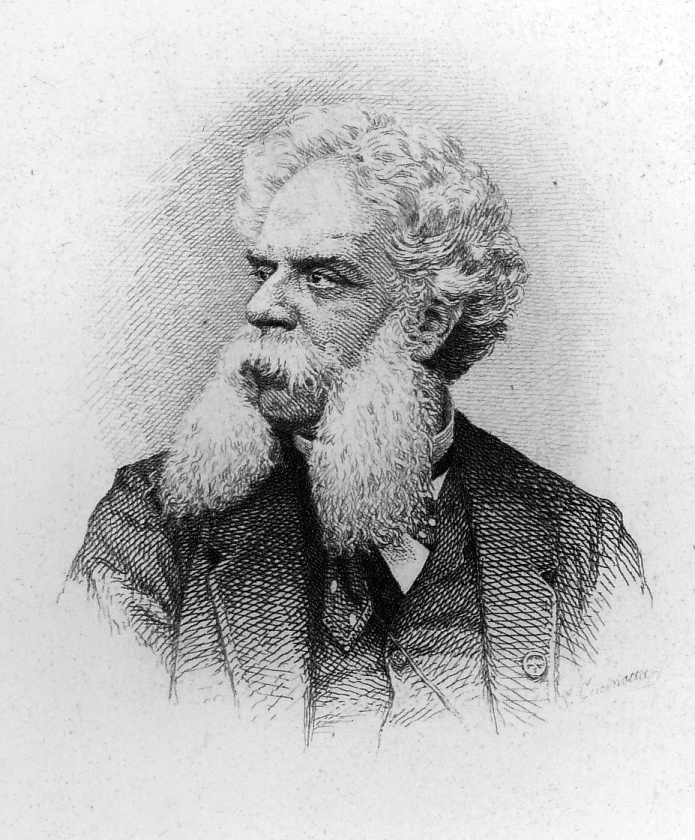
Federico Ricci, portret door Cucinota, circa 1870.

Federico Ricci (Napels, 22 oktober 1809 – Conegliano, 10 december 1877), was een Italiaans componist, in het bijzonder van opera’s. Hij was de jongere broer van Luigi Ricci, met wie hij samenwerkte aan verschillende werken.
Federico studeerde, net als zijn broer, in Napels. Zijn eerste grote succes was La prigione di Edimburgo, een van zijn beste serieuze werken. Hij hield zich verscheidene jaren bezig met serieuze onderwerpen, en een daarvan, Corrado d'Altamura, was in het bijzonder een succes. Echter, zijn laatste samenwerking met zijn broer, een komische opera genaamd Crispino e la comare, werd gezien als het meesterwerk van beide componisten, reden waarom Federico zich vervolgens geheel wijdde aan komische opera’s.
Na een ander succes, meteen gevolgd door groot fiasco in Wenen, nam Federico een leraarambt aan in Sint-Petersburg en gedurende zestien jaren schreef hij geen opera’s. In 1869 verhuisde hij naar Parijs, en daar werd Une folie à Rome 77 avonden gegeven; andere van zijn Franse komische opera’s – voornamelijk herzieningen van eerdere werken van hem en zijn broer – hadden enig succes. Hij droeg ook het Recordare Jesu in de Sequentia bij aan de Messa per Rossini. In 1870 schreef hij voor Cremona een pastiche, La vergine di Kermo, met muziek van Pedrotti, Cagnoni, Ponchielli, Pacini, Rossi en Mazzucato.
Hoewel hij niet zijn broers arbeidsvermogen had, worden Federico's partituren door sommigen beschouwd als vakkundiger geschreven dan Luigi's; er wordt bijvoorbeeld beweerd dat La prigione di Edimburgo een gevoeligheid voor het onderwerp toont (van Sir Walter Scotts The Heart of Midlothian) die zeldzaam is voor Italiaanse opera's van die tijd. Zijn neef (oomzegger) Luigi Ricci-Stolz (1852-1906), ook wel Luigino genaamd, was eveneens componist.

## Opera’s
- 1835: Il colonello (ook bekend als La donna colonello) (met zijn broer Luigi)
- 1835: Monsieur de Chalumeaux
- 1836: Il disertore per amore (met zijn broer Luigi)
- 1838: La prigione di Edimburgo (Trieste, 18 maart)
- 1839: Un duello sotto Richelieu
- 1841: Luigi Rolla e Michelangelo (Florence, 30 maart)
- 1841: Corrado d'Altamura (Teatro alla Scala, Milaan, 16 november)
- 1842: Vallombra
- 1845: Isabella de'Medici
- 1846: Estella di Murcia
- 1846: L'amante di richiamo (met zijn broer Luigi)
- 1847: Griselda
- 1850: Crispino e la comare, ossia Il medico e la morte (met zijn broer Luigi) (San Benedetto, Venetië, 28 februari); herzien in 1869 als Le docteur Crispin
- 1850: I due ritratti
- 1852: Il marito e l'amante; herzien in 1872 als Une fête à Venise
- 1853: Il paniere d 'amore
- 1869: Une folie à Rome (Parijs)
- 1870: La vergine di Kermo (Cremona)
- 1872: Le docteur Rose, ou La dogaresse
- 1876: Don Quichotte (onvolledig)